# Düne am Ulvenberg von Darmstadt-Eberstadt
Düne am Ulvenberg von Darmstadt-Eberstadt este o arie protejată (arie specială de conservare — SAC, sit de importanță comunitară — SCI) din Germania întinsă pe o suprafață de 8,88 ha, integral pe uscat.

## Localizare
Centrul sitului Düne am Ulvenberg von Darmstadt-Eberstadt este situat la coordonatele 49°48′42″N 8°38′21″E / 49.8117°N 8.6392°E.

## Înființare
Situl Düne am Ulvenberg von Darmstadt-Eberstadt a fost declarat sit de importanță comunitară în aprilie 1999 pentru a proteja 1 specie de plante și 4 specii de animale. Situl a fost protejat și ca arie specială de conservare în martie 2008.

## Biodiversitate
Situată în ecoregiunea continentală, aria protejată conține 3 habitate naturale: Pajiști calcaroase din nisipuri xerice, Pajiști uscate seminaturale și facies de acoperire cu tufișuri pe substraturi calcaroase (Festuco-Brometalia) (* situri importante pentru orhidee), Pajiști stepice subpanonice.
La baza desemnării sitului se află mai multe specii protejate:
- plante (1): Jurinea cyanoides
- păsări (3): pietrar sur (Oenanthe oenanthe), ciocănitoare verzuie (Picus canus), mărăcinar (Saxicola rubetra)
- nevertebrate (1): Euplagia quadripunctaria

Pe lângă speciile protejate, pe teritoriul sitului au mai fost identificate 27 de specii de plante, 5 specii de nevertebrate.